# Clitoria lasciva
Clitoria lasciva är en ärtväxtart som beskrevs av George Bentham. Clitoria lasciva ingår i släktet Clitoria, och familjen ärtväxter. Inga underarter finns listade i Catalogue of Life.